# 且元滋紀
且元 滋紀（かつもと しげのり、1948年（昭和23年）12月25日 - ）は、日本の元オートレース選手。福岡県出身。9期、川口オートレース場所属。

## 選手データ
- プロフィール
  - 選手登録 1971年3月25日
  - 身長:169.4cm
  - 体重:57.3kg
  - 血液型:A型
  - 趣味:趣味なし

- 戦歴
  - 通算優勝回数:78回
  - グレードレース（SG,GI,GII）優勝回数:22回
  - 全国区レース優勝回数、SG優勝回数:2回
  - GI優勝回数:13回
  - GII優勝回数:7回
  - 年間最多優勝選手:1回

- 受賞歴
  - 日刊三賞・特別賞:1回

## 略歴
- 1976年
  - 10月5日、GI第2回グランドチャンピオン決定戦（川口オートレース場）優勝。当時の競走車呼名は『プリンス』。競走タイムは3.52。
- 1979年
  - 8月28日、GII第2回まがたま杯争奪戦（川口オートレース場）優勝。競走タイムは3.51。
  - この年の年間賞金王となる。
- 1980年
  - 7月28日、GI第3回黒潮杯争奪戦（船橋オートレース場）優勝。競走タイムは3.47。
  - 9月16日、GII第3回まがたま杯争奪戦優勝。競走タイムは3.52。
  - 11月18日、GI第6回グランドチャンピオン決定戦優勝。競走タイムは3.49。
  - この年の最多優勝選手となる。
- 1981年
  - 9月1日、GII第4回まがたま杯争奪戦優勝。競走タイムは3.50。
  - 11月3日、SG第13回日本選手権オートレース（伊勢崎オートレース場）優勝。当時の競走車呼名は『プリンス』。競走タイムは3.49。
  - この年の年間賞金王となる。
- 1982年
  - 3月30日、GI開設30周年記念グランプリレース（川口オートレース場）優勝。競走タイムは3.49。
  - 4月27日、GII第6回キューポラ杯争奪戦（川口オートレース場）優勝。競走タイムは3.49。
  - 7月19日、GI第8回グランドチャンピオン決定戦優勝。競走タイムは4.05。
- 1984年
  - 3月6日、GII第18回春のスピード王決定戦（浜松オートレース場）優勝。競走タイムは3.46。
  - 11月27日、GI第26回秋のスピード王決定戦（浜松オートレース場）優勝。当時の競走車呼名は『バージニアン』。競走タイムは3.44。
- 1985年
  - この年の競走ランキングで川口A1となる（前・後期）。
  - 11月27日、GI第27回秋のスピード王決定戦（浜松オートレース場）優勝。競走タイムは3.40。
- 1986年
  - この年の川口A1（前・後期）。
  - 3月26日、GI開設34周年記念グランプリレース（川口オートレース場）優勝。競走タイムは3.395。
- 1987年
  - この年の川口A1（後期）。
  - 7月16日、GI第13回グランドチャンピオン決定戦（川口オートレース場）優勝。競走タイムは3.484。
  - 11月25日、GI第29回秋のスピード王決定戦（浜松オートレース場）優勝。当時の競走車呼名は『プリンス』。競走タイムは3.42。
- 1988年
  - この年の川口A1（前・後期）。
  - 2月2日、SG第2回スーパースター王座決定戦（川口オートレース場）優勝。当時の競走車呼名は『プリンス』。競走タイムは3.400。
  - 6月16日、GII第11回まがたま杯争奪戦（川口オートレース場）優勝。競走タイムは3.450。
  - 同年、日刊スポーツオートレース年間三賞の特別賞を受賞。
- 1989年
  - この年の川口A1（前期）。
  - 11月26日、GI第15回グランドチャンピオン決定戦（川口オートレース場）優勝。当時の競走車呼名は『ニュープリンス』。競走タイムは3.380。
  - 12月13日、GI第31回秋のスピード王決定戦（浜松オートレース場）優勝。競走タイムは3.386。
- 1990年
  - 7月4日、GII第14回キューポラ杯争奪戦優勝。競走タイムは3.783。
- 1992年
  - この年の川口A1（後期）。
- 2001年
  - 9月14日、飯塚オートレース場にて秋田敬吾（5期、山陽オートレース場所属）、飯塚将光（9期、船橋オートレース場所属）、広瀬登喜夫（期前、引退）、阿部光雄（6期、川口オートレース場所属）、吉田光（3期、引退）、桝崎正（7期、引退）、小林啓二（8期、山陽オートレース場所属）、二田水潤太郎（3期、引退）、島田信廣（11期、引退）、鈴木章夫（2期、浜松オートレース場所属）、山元正次（6期、引退）、田代祐一（15期、伊勢崎オートレース場所属）、篠崎実（9期、川口オートレース場所属）、鈴木辰巳（13期、浜松オートレース場所属）、岩田行雄（15期、船橋オートレース場所属）、福永勝也（期前、引退）に次ぎ17人目となる通算1,000勝を達成。
- 2015年 - 集団引退選手の一人として発表される。翌2016年1月1日に選手登録消除。

## 川口のプリンス

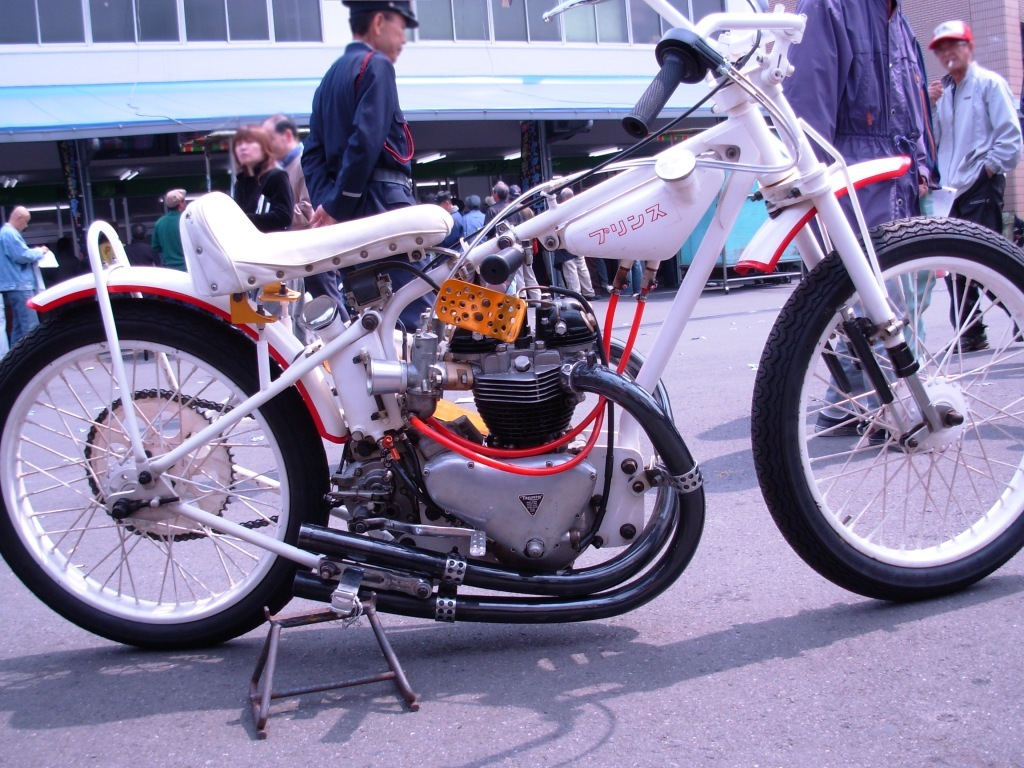
かつての愛車『プリンス』号

且元は広瀬登喜夫・阿部光雄・篠崎実と共に『川口四天王』と謳われた、1970年代半ばから1990年代初頭に大活躍した選手である。
『オートの神様』広瀬登喜夫が八百長疑惑で逮捕され、現役を退いていた時期に頭角を現すと、同期の飯塚将光と共に双璧とされ、川口所属選手の中ではグレードレースを最も多く制覇している。
初めて特別競走（現在のSG）を制覇したのは、1981年の第13回日本選手権オートレースだった。その時点で既に同期の飯塚は選手権を二回制覇していたが、且元は特別タイトルには中々手が届かなかった。
しかし、苦手の雨走路での準決勝で秋田敬吾、安藤定實（5期、飯塚オートレース場所属）を捲り1着で優勝戦に進出すると、優勝戦では並み居る強豪達を殆ど捲りのみで捻じ伏せ、悲願の特別タイトルを制覇。当時実況を担当していた小倉智昭アナウンサーの『無冠のプリンス且元がキングになりました！！』『無冠のプリンス且元滋紀に春が訪れました！！』という名調子と共に記憶されている。
その後、第2回スーパースター王座決定戦で二度目の特別制覇を達成。川口所属の選手がスーパースターを制したのは、今のところこの且元が優勝した第2回大会のみである。
地元のみならず、他場のファンにも人気のある選手であった。それを証明する逸話として、1986年に浜松オートレース場で開催された第5回オールスターオートレースの際のエピソードがある。

数ヶ月前から好調が続いていた且元は優勝候補の筆頭と目されていた。だが、初日・2日目と着外が続き、3日目には車体故障が発生してしまい、レースを中止してしまったのである。しかも、その際外線際の、観客が最接近出来る金網の近くに停車してしまったのだ。こういう場合、大抵は罵声を浴びせられるものだと容易に想像が付くが、この時は罵声は全くと言っていい程無く、むしろ残念だと声を掛ける観客が多数いたのである。且元はその際、近くにいた観客に自分で「前節から車の調子が悪く、色々やって乗っていたがダメだった」と現状の説明をしたのである。
また、単独落車などのミスをした際には、レース終了後自らホームストレッチの、一番観客が見易い位置まで出てきて、三方に向かって一礼をする。 
四天王の中では、フジに乗り換えたのが最も遅かった。彼の駆るトライアンフ『プリンス』号とメグロニ気筒の『バージニアン』号（『バージニアン』という呼名自体は、師匠であった六反一夫選手から譲り受けたもの）は彼の代名詞とも言えるマシンであった。
初期の『プリンス』号はスカイブルーのフレームで、トライアンフのクランクケースにユニオンジャックのペイントが施されていた。その後は『プリンス』・『バージニアン』共に純白のフレームで、飯塚将光の駆る『ホージョウ』・『ベルホージョウ』が真紅に塗装されていたのとは正反対で、二人が共にレースではお互い大変に目立っていた。
1993年のセア一斉乗り換え以降、『プリンス』が日の目を見ることはほとんどなかったが、最近ではレストアされた『プリンス』でデモ走行を行ったり、スタンド前での空吹かしのデモンストレーションや、特別展示にも使用されている。
公式プロフィールでは『趣味なし』となっているが、無類の高校野球好き。特に、夏の甲子園が開催される時期には休みを取って全試合を観戦する程である。
現役時のインタビューでは「引退の意思はないと」発言する一方で「引退後は選手養成所の教官になる」という目標を持っていることを語ったが、68歳まで現役を通した。